# Heliogomphus borneensis
Heliogomphus borneensis – gatunek ważki z rodziny gadziogłówkowatych (Gomphidae). Jest endemitem Borneo. Ważność tego taksonu jako osobnego gatunku jest podawana w wątpliwość – jest on bardzo podobny do Heliogomphus kelantanensis i prawdopodobnie powinien z nim zostać zsynonimizowany.